# Sirmione
Sirmione est une commune italienne de la province de Brescia, en région Lombardie. Situé à l'extrémité d'une presqu'île qui s'avance dans le lac de Garde et occupé depuis l'époque romaine, le lieu est de nos jours un centre touristique important. En 2010, Sirmione compte 8 150 habitants.

## Géographie

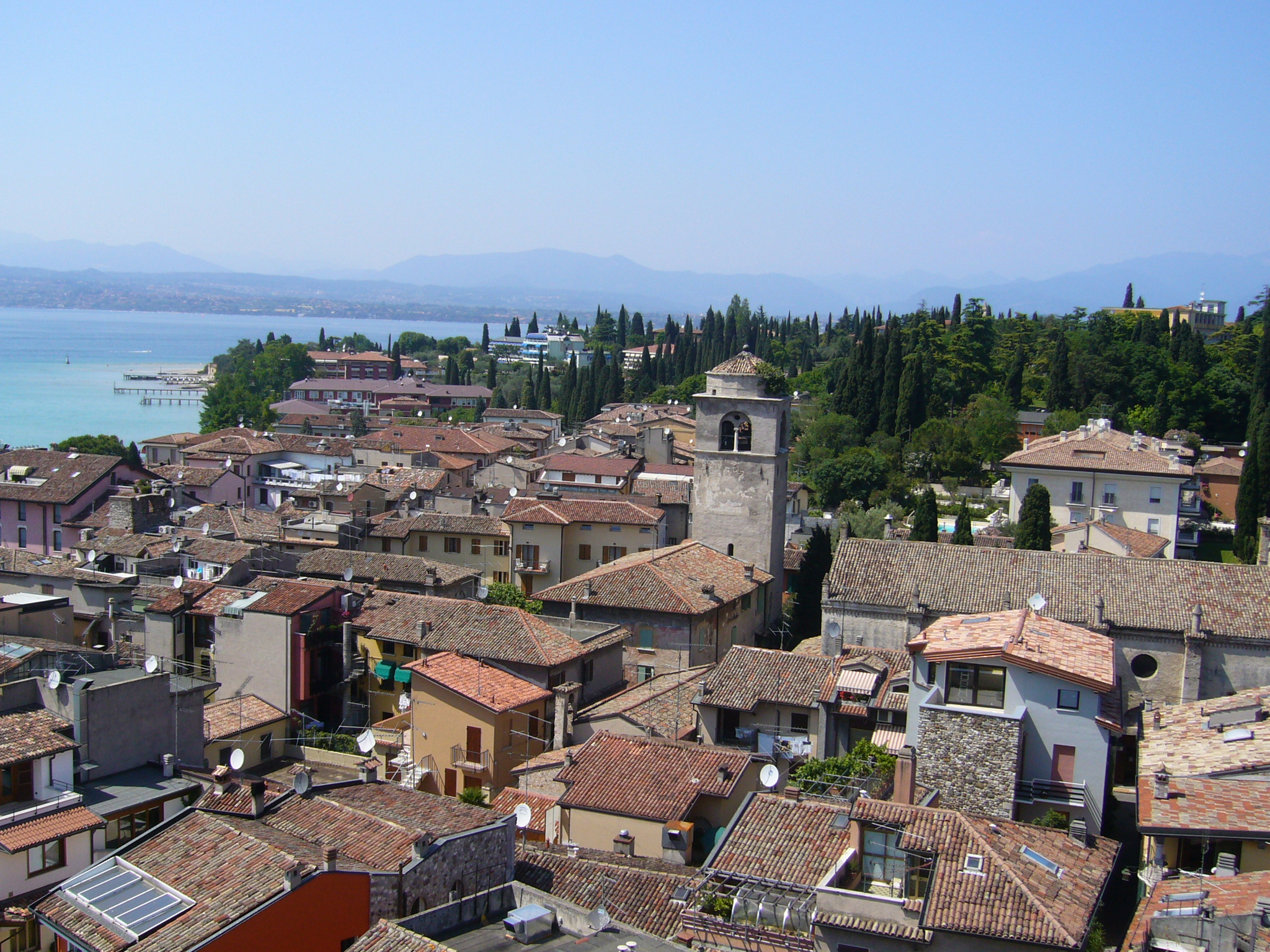
Panorama.
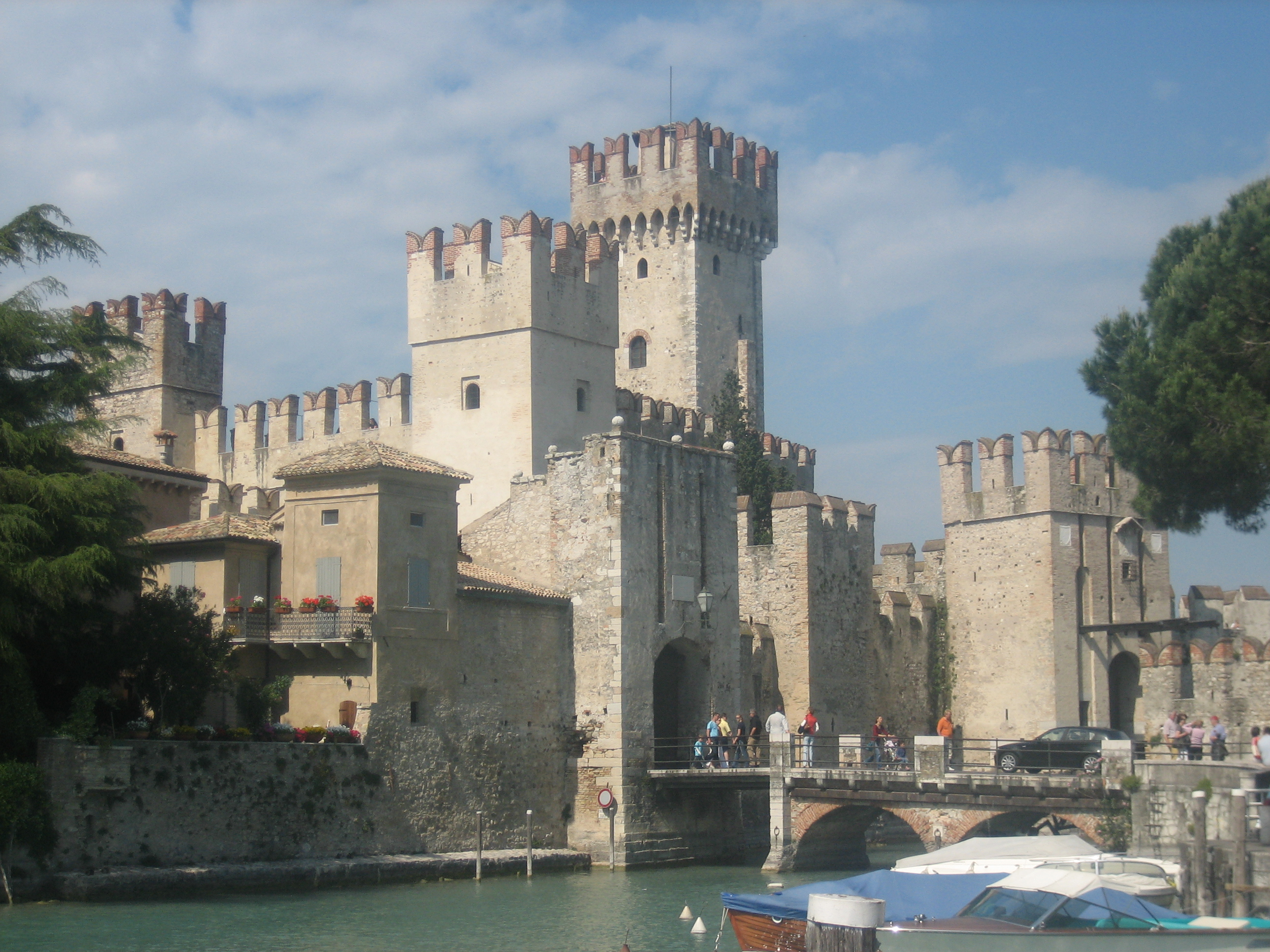
Le château médiéval.
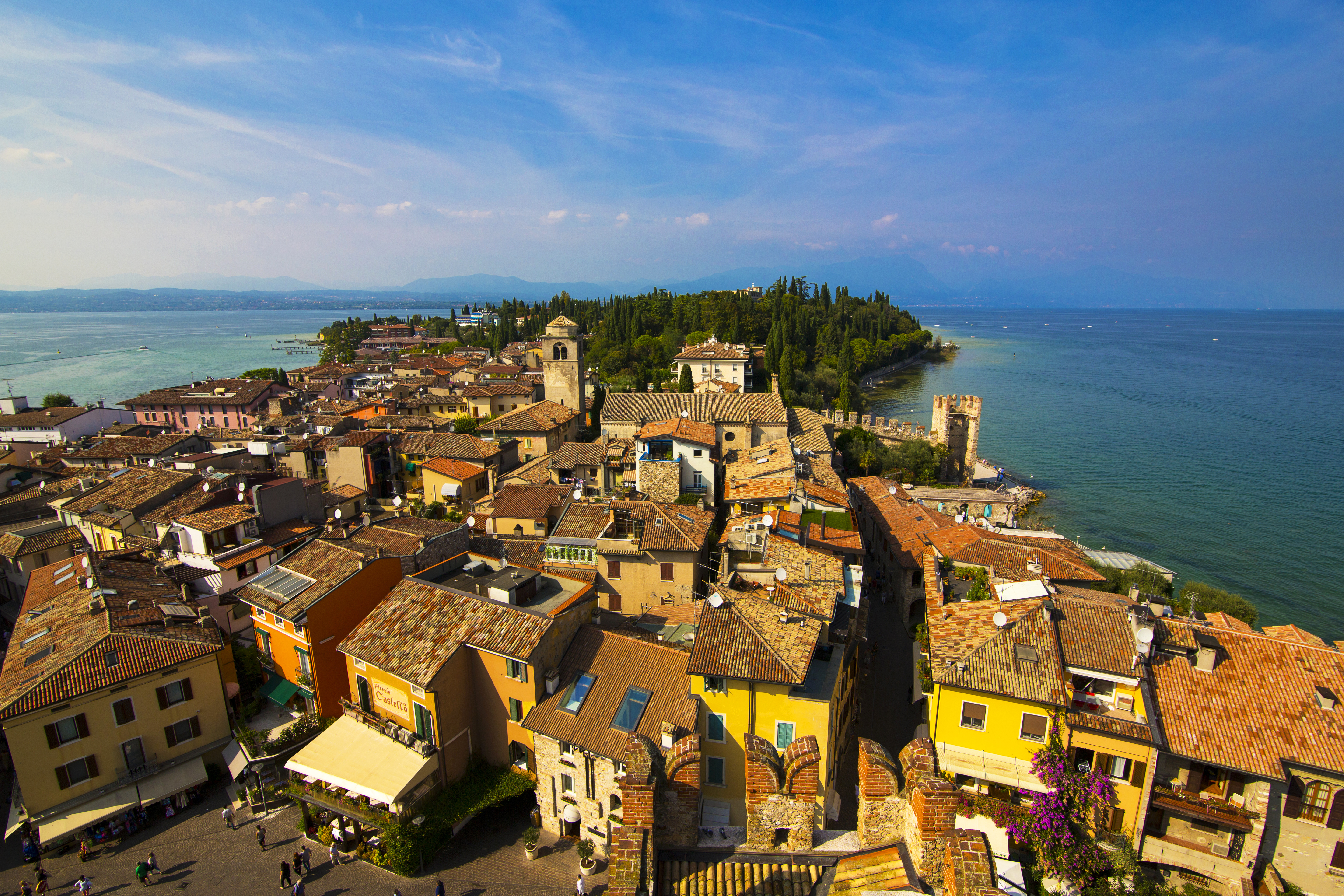
Vieux bourg.
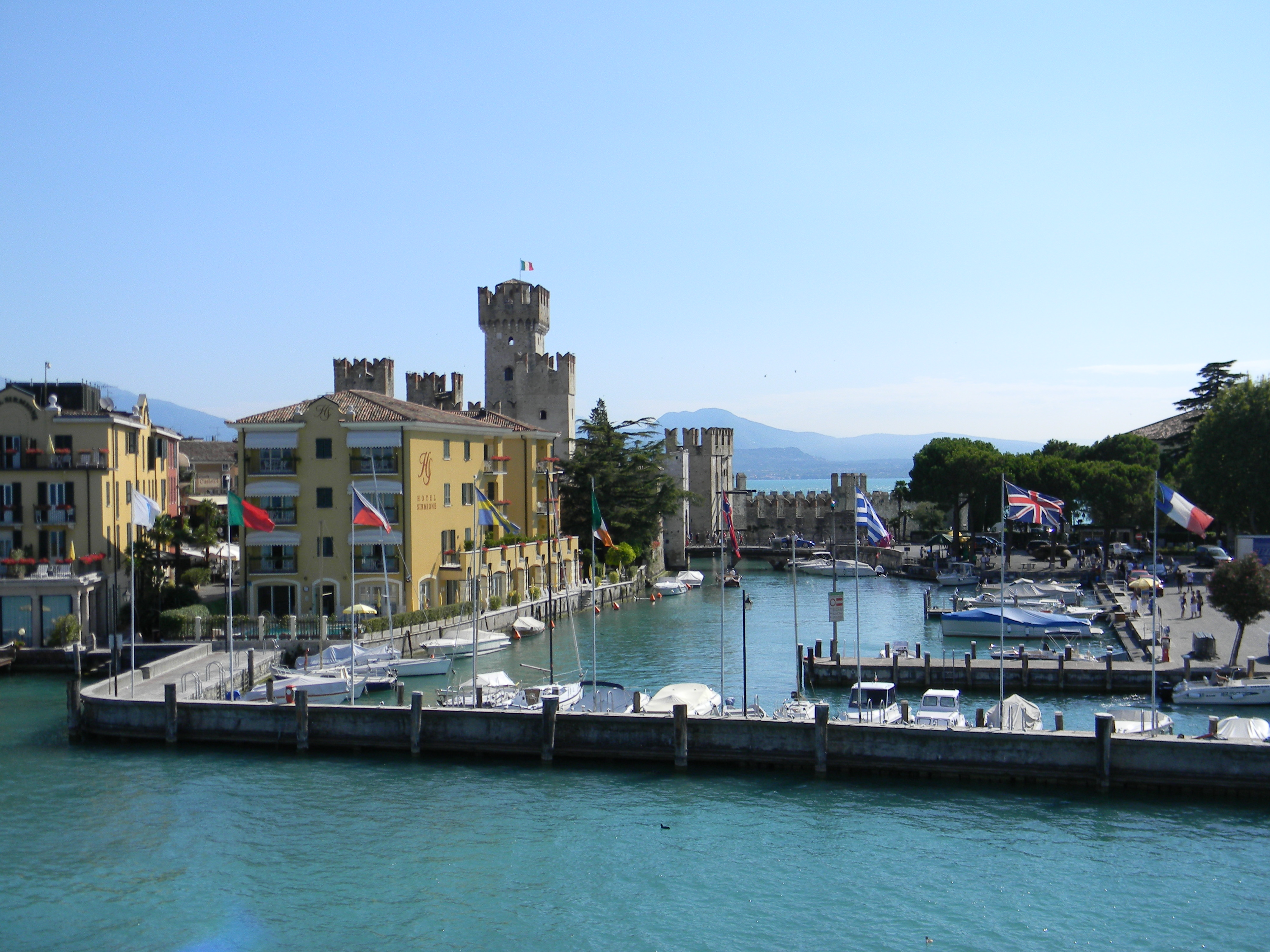
Port et château.

### Hameaux
La commune de Sirmione comprend les hameaux suivants : Chiodi I, Chiodi II, Colombare di Sirmione, Fossa Lojera, Lago di Garda, Palazzo et Rovizza.

### Communes limitrophes
Les communes limitrophes de Sirmione sont Castelnuovo del Garda (province de Vérone), Desenzano del Garda, Lazise (province de Vérone), Padenghe sul Garda et Peschiera del Garda (province de Vérone).

## Histoire
Au Ier siècle av. J.-C., le poète Catulle (Caius Valerius Catullus) est le premier à chanter les louanges de la presqu'île de Sirmione.
La commune est patronnée par Notre-Dame des Neiges.
Avec arrêté royal du 20 janvier 1930 (n. 53), la commune prend le nom de Sirmione, alors qu'elle était auparavant connue sous le nom de Sermione.

## Lieux et monuments
- Zone archéologique dite Grotte di Catullo (ruine d'une grande villa romaine, antérieure au IIIe siècle). De nos jours, on peut se délasser dans les somptueux restes de la villa balnéaire (que l'on appelle « grottes de Catulle ») où il aimait également venir se détendre. Étendue sur deux hectares, riche en fresques et mosaïques, cette zone archéologique est considérée comme la plus importante d'Italie du Nord.
- Le Rocca Scaligera (château médiéval du XIIIe siècle), à ne pas confondre avec le château Scaliger de Malcesine.
- Le parc Maria Callas, en face de la villa où la cantatrice réside, avec son mari Giovanni Battista Meneghini, entre 1950 et 1959.

|  |
|  |

|  |
|  |

|  |
|  |

|  |
|  |

## Administration
| Période                                  | Période  | Identité              | Étiquette | Qualité |
| ---------------------------------------- | -------- | --------------------- | --------- | ------- |
| 1990                                     | 1999     | Mario Arduino         | PDS       |         |
| 1999                                     | 2009     | Maurizio Ferrari      | AN        |         |
| 2009                                     | 2018     | Alessandro Mattinzoli | PdL/FI    |         |
| 2018                                     | en cours | Luisa Lavelli         | FI        |         |
| Les données manquantes sont à compléter. |          |                       |           |         |

## Culture populaire
Cette commune sert de cadre à une partie de la série de bande dessinée Victor Sackville (Duel à Sirmione) de Francis Carin et Gabrielle Borile, aux éditions Le Lombard.
Le roman Je ne veux jamais l'oublier de Michel Déon se déroule en partie dans cette ville.